# Коринтска превлака
Коринтска превлака (грч. Ισθμός της Κορίνθου) је уска превлака која раздваја Коринтски залив на северозападу од Саронског залива у Егејском мору на југоистоку . Реч "истмус" потиче од старогрчке речи за "врат" и односи се на скученост земље то јест превлаке.
Коринтска превлака повезује Пелопонез са остатком грчког копна.

## Географија
Коринтска превлака је изграђена од тешких кречњачких стена које се терасасто уздижу са југа све до голе ветровите централне висоравни која лежи на скоро 90 м надморске висине.  Поред превлаке у Коринтском заливу лежи град Коринт, по коме је и добио име.
Грци су у античко доба вукли бродове преко коринтске превлаке, а римски цар Нерон је покушао да прокопа канал 67. године, али није успео. Коринтски канал је дуг 6,3 км и прокопан је тек 1893. године. Тиме је скратио пут бродом од Јадранског мора до луке Пиреј за више од 320 км.
Јужно од превлаке налази се локалитет Исмија где су се поред храма бога Посејдона одржавале чувене Истамске игре.